# سیارک ۱۹۰۰۸
سیارک ۱۹۰۰۸ (به انگلیسی: 19008 Kristibutler، نامگذاری:2000RV70) نوزده هزار و هشتمین سیارک کشف شده‌است که در ۲ سپتامبر ۲۰۰۰ کشف شد.
قدر مطلق سیارک برابر ۱۸.۶ است.